# Grotta di Fiumelatte
La grotta di Fiumelatte è una grotta situata a Fiumelatte, nel comune di Varenna.

## Descrizione
La grotta è costituita da un intrico di gallerie poste a vari livelli e caratterizzata dalla presenza di una faglia principale; un tratto di oltre 60 metri è sommerso.

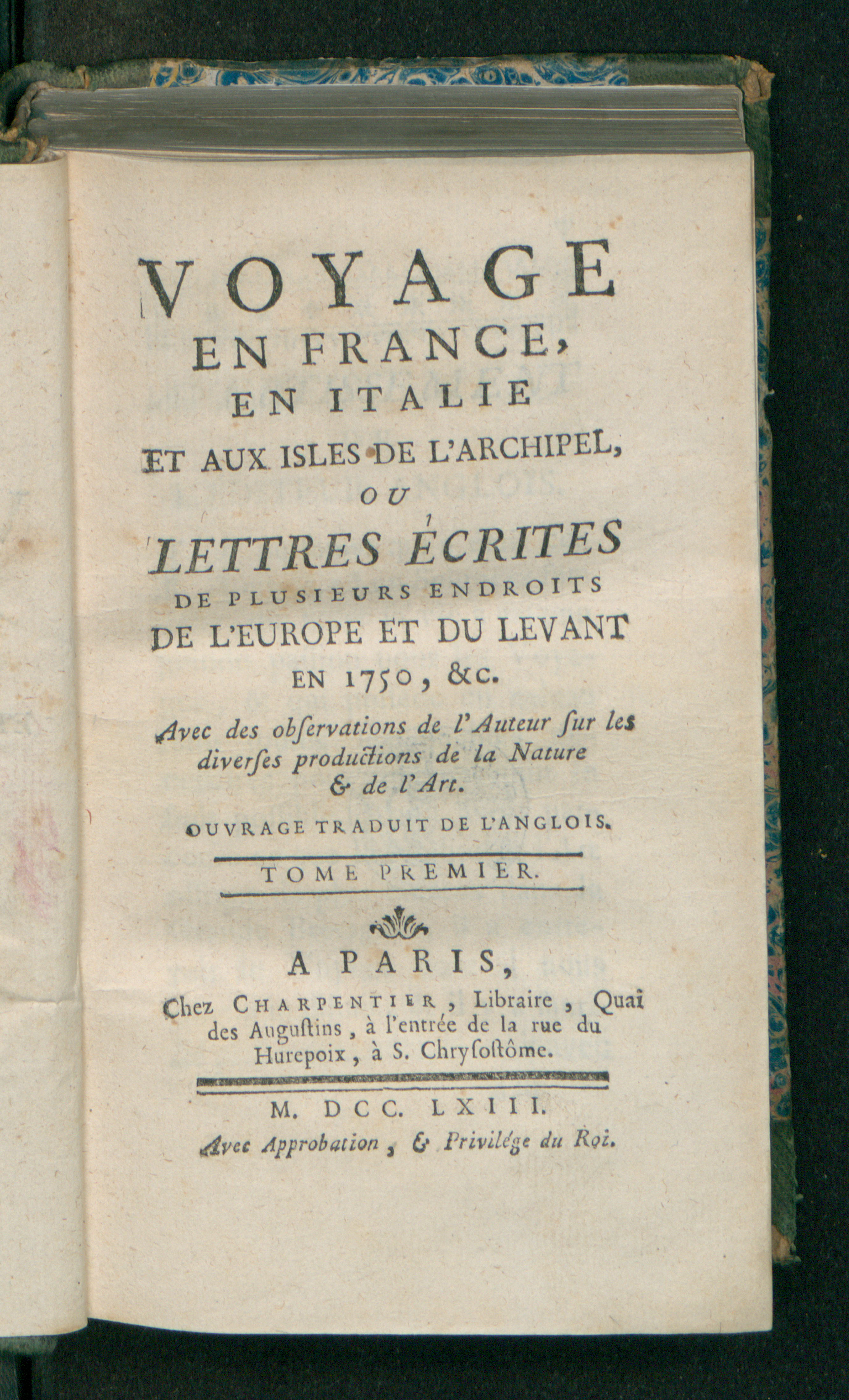
Maihows, Letters from several parts of Europe and the East (edizione francese, 1763), uno dei numerosi libri di viaggio che i viaggiatori nord-europei dedicarono a descrivere il proprio Grand Tour

La grotta era sacra nell'antichità celtica e su di essa si narrano numerose leggende popolari. È stata oggetto di diverse rappresentazioni artistiche grazie anche alla facilità di accesso. Nei pressi della grotta ai piedi della montagna è possibile giungere ad una ulteriore grotta, la Grotta di Moncodeno (detta anche Ghiacciaia del Moncodeno), che conserva al suo interno ghiacci perenni.
La grotta fu a lungo studiata da Leonardo da Vinci che la descrive nel Codice Atlantico con il termine "fiumelaccio". Nel 1989 è stata dimostrata la relazione diretta tra la grotta di Fiumelatte e il sistema carsico presente nell'area sommitale della montagna che dà origine ai ghiacci perenni, confermando gli antichi studi di Leonardo da Vinci che descrivevano lo scorrere delle particolari acque benefiche sotto queste montagna come "le vene del corpo umano".
I Sentieri delle montagne di Lierna e la grotta di Fiumelatte erano uno delle attrazioni più interessanti del Grand Tour, un lungo viaggio nell'Europa continentale intrapreso dai ricchi dell'aristocrazia europea a partire dal XVII secolo e destinato a perfezionare il loro sapere, per questa ragione esistono molte stampe preziose e di alta qualità che raffigurano questo fiume, al tempo definito "il fiume più corto del mondo".
Altri personaggi che ne descrissero le particolarità furono Plinio il Vecchio e lo Spallanzani.

## Studi
Leonardo da Vinci è stato molto legato al Lago di Como. La Gioconda, i cui contorni ricalcano il promontorio di Bellagio sul Lago di Como visto dall'alto, fa intravedere sullo sfondo il Ponte Azzone Visconti nel 1300, con le sue arcate, e le montagne di Lecco sul Lago di Como come il Monte Barro e il corso dell’Adda che diventa Lago di Garlate, mentre a sinistra si trova il San Martino.  
L’acconciatura della Gioconda è una “Sperada”, la tipica raggiera legata all’iconografia di Lucia Mondella. Pascal Cotte, lo studioso al quale è stato concesso l’onore di analizzare il quadro di Leonardo da Vinci con una particolare camera fotografica, ha evidenziato attorno al capo della Monna Lisa dodici spilloni tipici delle donne di Lierna sul Lago di Como, dove Leonardo da Vinci soggiornava per studiare le sue montagne e il Fiumelatte, presente nel suo Codice Atlantico, e tradizione dei territori circostanti.  
Anche il dipinto di Leonardo da Vinci, "Vergine delle Rocce", conservato al Louvre, è ambientato nella grotta di Lecco a Laorca. Nel dipinto si vedono gli spuntoni della Val Calolden, il Sasso Cavallo e il Sasso Carbonari. Non si tratta di elementi casuali, ma di riferimenti cercati, per tracciare una mappa storica degli Sforza di Milano.  
Leonardo da Vinci realizzò anche la Mappa di Lecco, una pianta della città prima della costruzione delle mura cinquecentesche progettate da Leonardo da Vinci, in cui si vedono chiaramente le fortificazioni trecentesche, l’arco del lungolago di Lecco, il corso di uno dei torrenti che attraversa la città con quattro mulini e una torre, ora inglobata nelle mura.  
Nei Codici di Windsor, si rintracciano disegni di creste nevose che appartengono al paesaggio lecchese. Elenchiamo, fra tutti, il massiccio centrale delle Grigne, visto dai Monti di Brianza da lui percorsi. Il profilo frastagliato del Due Mani e del Resegone, ritratti dal Lago di Oggiono e dal Lago di Garlate. L’uragano in una valle fra i monti che, tra le nuvole basse radunate fra il Moregallo e il San Martino, squassa di venti la conca di Lecco.